# Kily González

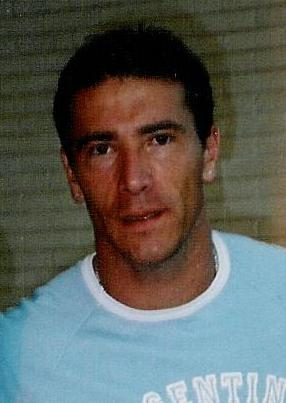
"Kily" González

Cristian Alberto Peret "Kily" González ,född 4 augusti 1974 ,är en argentinsk före detta fotbollsspelare som under karriären spelade för bland annat Valencia och Inter.
Kily González startade sin fotbollskarriär för Rosario Central början av 1990-talet.
Därefter har han spelat i Spanien för Real Zaragoza och Valencia CF samt i Italien för Inter.
Kily González representerade sitt land under fotbolls-VM 2002. Som en av tre överåriga spelare var han även en del i det argentinska lag som vann OS-guld i Aten 2004. Sammanlagt har han spelade han 56 landskamper för Argentina mellan 1995 och 2005.